# Uwe Friedrichsen
Uwe Friedrichsen (Altona, 27 maggio 1934 – Amburgo, 30 aprile 2016) è stato un attore e doppiatore tedesco.

## Biografia
Dopo aver conseguito la licenza di scuola media, fece un apprendistato commerciale presso un’azienda di porcellane di Amburgo. Nel gruppo di teatro amatoriale della Volkshochschule di Amburgo scoprì il piacere della recitazione. Contro la volontà dei genitori, iniziò una formazione attoriale privata, che si finanziò lavorando come portuale e venditore di giornali. Nel 1953 fondò, insieme a Marcus Scholz e altri, il theater 53.
Qui recitò per tre anni in rappresentazioni di racconti brevi adattati di Wolfgang Borchert o Ernest Hemingway. 
Dopo che l'attrice Ida Ehre si accorse di lui, nel 1956 fu ingaggiato al Deutsches Schauspielhaus di Amburgo sotto la direzione di Gustaf Gründgens. Fino al 1968 fece parte del suo ensemble, mentre si esibiva come ospite in molti altri teatri. In seguito lavorò come attore libero.
Dal 1991 Uwe Friedrichsen fu membro della Libera Accademia delle Arti di Amburgo. Nel 2011 svolse attività di volontariato come “ambasciatore” della Società Tedesca per il Salvataggio dei Naufraghi (DGzRS), promuovendo questa organizzazione indipendente, senza scopo di lucro e finanziata esclusivamente da donazioni. Il 6 dicembre 2013 Uwe Friedrichsen fu nominato membro onorario della Hamburger Volksbühne.

### Vita privata
Secondo le sue stesse dichiarazioni, aveva sei figli. Dal 1988 al 1998 fu sposato con l’attrice svizzera Nathalie Emery, con la quale ebbe una figlia. Nel 2002 sposò la sua seconda moglie, Ute Papst, con la quale viveva a Seevetal, vicino ad Amburgo.
Uwe Friedrichsen morì a causa delle conseguenze di un tumore al cervello e, secondo le sue volontà, fu sepolto in mare nel Mar Baltico.

## Filmografia

### Cinema
- Die unentschuldigte Stunde - regia di Willi Forst (1957)
- Lemkes sel. Witwe - regia di Helmut Weiss (1957)
- Die Nacht vor der Premiere - regia di Georg Jacoby (1959)
- Faust - regia di Peter Gorski
- Unser Haus in Kamerun - regia di Alfred Vohrer (1961)
- Der Chef wünscht keine Zeugen - regia di Hans Albin e Peter Berneis(1964)
- Der Gorilla von Soho - regia di Alfred Vohrer (1968)
- Einer spinnt immer - regia di Franz Antel (1971)
- Rosy und der Herr aus Bonn- regia di Rolf Thiele (1971)
- Operation Ganymed  - regia di Rainer Erler (1977)
- Die wilden Fünfziger - regia di Peter Zadek (1983)
- Go Trabi Go 2 – Das war der wilde Osten - regia di Wolfgang Büld e Reinhard Klooss (1992)

### Televisione
- Squadra speciale K1 (Sonderdezernat K1) - serie TV (1977,1982)
- St. Pauli-Landungsbrücken - serie TV (1979-1998)
- Unheimliche Geschichten - serie TV (1982)
- Schwarz Rot Gold - serie TV (1982-1996)
- Der Alte - serie TV (1985)
- Tatort - serie TV (1986)
- Die Männer vom K3 - serie TV (1988-1997)
- L'arca del dottor Bayer (Ein Heim für Tiere) - serie TV (1989)
- L'ispettore Derrick (Derrick) - serie TV (1989)
- Oppen & Ehrlich - serie TV (1992)
- Siska - serie TV (1999)
- Der letzte Zeuge - serie TV (2000)
- Un caso per due (Ein Fall für zwei)  - serie TV (2004)
- Hilfe! Hochzeit! – Die schlimmste Woche meines Lebens - serie TV (2007)
- Die Rettungsflieger - serie TV (2009)
- Die Kanzlei - serie TV (2009)
- Der Duft von Holunder - serie TV (2009)
- In aller Freundschaft - serie TV (2009-2011)
- 14º Distretto (Großstadtrevier) - serie TV (2010)
- Hamburg Distretto 21 (Notruf Hafenkante)  - serie TV (2011)

## Doppiaggio
- Giuliano Gemma in I bastardi
- Peter Falk in Una moglie
- Roger Moore in Circolo vizioso
- Donald Sutherland in M*A*S*H
- Danny Glover in Il colore viola, Arma letale, Arma letale 2, Arma letale 3, Arma letale 4, Manderlay
- Michael York in Milady
- Gregory Peck in I ragazzi venuti dal Brasile
- Tom Berenger in Platoon
- Robert Davi in 007 - Vendetta privata